# Vasileios Zagaritīs
Vasileios Zagaritīs (in greco Βασίλειος Ζαγαρίτης?; Tebe, 4 maggio 2001) è un calciatore greco, difensore dell'Heerenveen.

## Caratteristiche tecniche
È un terzino sinistro.

## Carriera

### Club
Cresciuto nelle giovanili di PAS Kithairon, Iolaos e Panathīnaïkos, nel 2019 firma il suo primo contratto professionistico con il Panathīnaïkos.
Il 22 gennaio 2021 passò a titolo definitivo al Parma, militante in Serie A. Fino al termine della stagione accumulò solo 2 presenze con la squadra che, terminando ultima in campionato, retrocesse in Serie B. Nella stagione 2023-2024 conquistò il suo primo titolo come professionista, vincendo con gli emiliani la Serie B e conquistando la promozione dopo tre annate in seconda serie.
Rimasto svincolato dal Parma, il 7 giugno 2024 venne ufficializzato come un nuovo acquisto dall'Almere City, militante nella Eredivisie.

## Statistiche

### Presenze e reti nei club
Statistiche aggiornate al 18 maggio 2025.
| Stagione             | Squadra              | Campionato           | Campionato | Campionato | Coppe nazionali | Coppe nazionali | Coppe nazionali | Coppe continentali | Coppe continentali | Coppe continentali | Altre coppe | Altre coppe | Altre coppe | Totale | Totale |
| Stagione             | Squadra              | Comp                 | Pres       | Reti       | Comp            | Pres            | Reti            | Comp               | Pres               | Reti               | Comp        | Pres        | Reti        | Pres   | Reti   |
| -------------------- | -------------------- | -------------------- | ---------- | ---------- | --------------- | --------------- | --------------- | ------------------ | ------------------ | ------------------ | ----------- | ----------- | ----------- | ------ | ------ |
| 2019-2020            | Panathīnaïkos        | SL                   | 1+6        | 0          | CG              | 1               | 0               | -                  | -                  | -                  | -           | -           | -           | 8      | 0      |
| 2020-gen. 2021       | Panathīnaïkos        | SL                   | 12         | 0          | CG              | -               | -               | -                  | -                  | -                  | -           | -           | -           | 12     | 0      |
| Totale Panathinaikos | Totale Panathinaikos | Totale Panathinaikos | 13+6       | 0          |                 | 1               | 0               |                    | -                  | -                  |             | -           | -           | 20     | 0      |
| gen. 2021            | Parma                | A                    | 2          | 0          | CI              | -               | -               | -                  | -                  | -                  | -           | -           | -           | 2      | 0      |
| 2021-2022            | Parma                | B                    | 5          | 0          | CI              | 0               | 0               | -                  | -                  | -                  | -           | -           | -           | 5      | 0      |
| 2022-2023            | Parma                | B                    | 13         | 0          | CI              | 1               | 0               | -                  | -                  | -                  | -           | -           | -           | 14     | 0      |
| 2023-2024            | Parma                | B                    | 10         | 0          | CI              | 2               | 0               | -                  | -                  | -                  | -           | -           | -           | 12     | 0      |
| Totale Parma         | Totale Parma         | Totale Parma         | 30         | 0          |                 | 3               | 0               |                    |                    |                    |             |             |             | 33     | 0      |
| 2024-2025            | Almere City          | ED                   | 33         | 0          | CO              | 1               | 0               | -                  | -                  | -                  | -           | -           | -           | 34     | 0      |
| Totale carriera      | Totale carriera      | Totale carriera      | 82         | 0          |                 | 5               | 0               |                    | -                  | -                  |             | -           | -           | 87     | 0      |

### Cronologia presenze e reti in nazionale
| Cronologia completa delle presenze e delle reti in nazionale ― Grecia under 21 | Cronologia completa delle presenze e delle reti in nazionale ― Grecia under 21 | Cronologia completa delle presenze e delle reti in nazionale ― Grecia under 21 | Cronologia completa delle presenze e delle reti in nazionale ― Grecia under 21 | Cronologia completa delle presenze e delle reti in nazionale ― Grecia under 21 | Cronologia completa delle presenze e delle reti in nazionale ― Grecia under 21 | Cronologia completa delle presenze e delle reti in nazionale ― Grecia under 21 | Cronologia completa delle presenze e delle reti in nazionale ― Grecia under 21 |
| Data                                                                           | Città                                                                          | In casa                                                                        | Risultato                                                                      | Ospiti                                                                         | Competizione                                                                   | Reti                                                                           | Note                                                                           |
| ------------------------------------------------------------------------------ | ------------------------------------------------------------------------------ | ------------------------------------------------------------------------------ | ------------------------------------------------------------------------------ | ------------------------------------------------------------------------------ | ------------------------------------------------------------------------------ | ------------------------------------------------------------------------------ | ------------------------------------------------------------------------------ |
| 25-3-2021                                                                      | Atene                                                                          | Grecia under 21                                                                | 0 – 0                                                                          | Cipro under 21                                                                 | Qual. Europeo Under-21 2023                                                    | -                                                                              | 64’                                                                            |
| 5-6-2021                                                                       | Eschen                                                                         | Liechtenstein under 21                                                         | 0 – 5                                                                          | Grecia under 21                                                                | Qual. Europeo Under-21 2023                                                    | 1                                                                              |                                                                                |
| 3-9-2021                                                                       | Gladsaxe                                                                       | Danimarca under 21                                                             | 1 – 1                                                                          | Grecia under 21                                                                | Amichevole                                                                     | -                                                                              | 45’                                                                            |
| 7-9-2021                                                                       | Reykjavík                                                                      | Islanda under 21                                                               | 1 – 1                                                                          | Grecia under 21                                                                | Qual. Europeo Under-21 2023                                                    | -                                                                              | 89’                                                                            |
| 8-10-2021                                                                      | Žodzina                                                                        | Bielorussia under 21                                                           | 0 – 2                                                                          | Grecia under 21                                                                | Qual. Europeo Under-21 2023                                                    | -                                                                              | 89’                                                                            |
| 12-11-2021                                                                     | Tripoli                                                                        | Grecia under 21                                                                | 2 – 0                                                                          | Bielorussia under 21                                                           | Qual. Europeo Under-21 2023                                                    | -                                                                              |                                                                                |
| 16-11-2021                                                                     | Tripoli                                                                        | Grecia under 21                                                                | 1 – 0                                                                          | Islanda under 21                                                               | Qual. Europeo Under-21 2023                                                    | -                                                                              | 71’                                                                            |
| 25-3-2022                                                                      | Tripoli                                                                        | Grecia under 21                                                                | 4 – 0                                                                          | Liechtenstein under 21                                                         | Qual. Europeo Under-21 2023                                                    | -                                                                              | 63’                                                                            |
| 29-3-2022                                                                      | Tripoli                                                                        | Grecia under 21                                                                | 0 – 4                                                                          | Portogallo under 21                                                            | Qual. Europeo Under-21 2023                                                    | -                                                                              |                                                                                |
| 6-6-2022                                                                       | Achna                                                                          | Cipro under 21                                                                 | 3 – 0                                                                          | Grecia under 21                                                                | Qual. Europeo Under-21 2023                                                    | -                                                                              |                                                                                |
| 11-6-2022                                                                      | Barcelos                                                                       | Portogallo under 21                                                            | 2 – 1                                                                          | Grecia under 21                                                                | Qual. Europeo Under-21 2023                                                    | -                                                                              | 85’                                                                            |
| Totale                                                                         |                                                                                | Presenze                                                                       | 11                                                                             |                                                                                | Reti                                                                           | 1                                                                              |                                                                                |

| Cronologia completa delle presenze e delle reti in nazionale ― Grecia under 19 | Cronologia completa delle presenze e delle reti in nazionale ― Grecia under 19 | Cronologia completa delle presenze e delle reti in nazionale ― Grecia under 19 | Cronologia completa delle presenze e delle reti in nazionale ― Grecia under 19 | Cronologia completa delle presenze e delle reti in nazionale ― Grecia under 19 | Cronologia completa delle presenze e delle reti in nazionale ― Grecia under 19 | Cronologia completa delle presenze e delle reti in nazionale ― Grecia under 19 | Cronologia completa delle presenze e delle reti in nazionale ― Grecia under 19 |
| Data                                                                           | Città                                                                          | In casa                                                                        | Risultato                                                                      | Ospiti                                                                         | Competizione                                                                   | Reti                                                                           | Note                                                                           |
| ------------------------------------------------------------------------------ | ------------------------------------------------------------------------------ | ------------------------------------------------------------------------------ | ------------------------------------------------------------------------------ | ------------------------------------------------------------------------------ | ------------------------------------------------------------------------------ | ------------------------------------------------------------------------------ | ------------------------------------------------------------------------------ |
| 5-9-2019                                                                       | Burton upon Trent                                                              | Inghilterra under 19                                                           | 3 – 1                                                                          | Grecia under 19                                                                | Amichevole                                                                     | -                                                                              |                                                                                |
| 13-11-2019                                                                     | Geel                                                                           | Grecia under 19                                                                | 5 – 1                                                                          | Albania under 19                                                               | Qual. Europeo Under-19 2020                                                    | -                                                                              |                                                                                |
| 16-11-2019                                                                     | Maasmechelen                                                                   | Grecia under 19                                                                | 2 – 5                                                                          | Islanda under 19                                                               | Qual. Europeo Under-19 2020                                                    | -                                                                              | 72’                                                                            |
| 19-11-2019                                                                     | Maasmechelen                                                                   | Belgio under 19                                                                | 1 – 0                                                                          | Grecia under 19                                                                | Qual. Europeo Under-19 2020                                                    | -                                                                              | 90+6’                                                                          |
| Totale                                                                         |                                                                                | Presenze                                                                       | 4                                                                              |                                                                                | Reti                                                                           | 0                                                                              |                                                                                |

## Palmarès

### Club

#### Competizioni giovanili
- Campionato italiano di Serie B: 1

Parma: 2023-2024